# Alata Castra
Alata Castra va ser el fortí romà situat més al nord de la província de Britànnia, prop d'Inverness.
Aquesta fortificació probablement la va aixecar Quint Lol·li Urbic, governador de Britànnia entre els anys 138 i 144, al territori dels Vacomages, després de la seva victòria sobre els britans el 139, principalment per rebutjar els atacs dels clans Caledons. Va ser abandonada al cap de pocs anys i en va desaparèixer tot vestigi.